# فريتز أرنو فاغنر
فريتز أرنو فاغنر (بالألمانية: Fritz Arno Wagner)‏ هو مصور سينمائي ألماني، ولد في 5 ديسمبر 1889 في Schmiedefeld am Rennsteig ‏ في ألمانيا، وتوفي في 18 أغسطس 1958 في غوتينغن في ألمانيا بسبب حادث مرور.

## وصلات خارجية
- فريتز أرنو فاغنر على موقع IMDb (الإنجليزية)
- فريتز أرنو فاغنر على موقع ألو سيني (الفرنسية)
- فريتز أرنو فاغنر على موقع أول موفي (الإنجليزية)
- فريتز أرنو فاغنر على موقع قاعدة بيانات الأفلام السويدية (السويدية)
- فريتز أرنو فاغنر على موقع قاعدة بيانات الفيلم (الإنجليزية)
- فريتز أرنو فاغنر على موقع كينوبويسك (الروسية)